# Trillo (Hiszpania)
Trillo – gmina w Hiszpanii, w prowincji Guadalajara, w Kastylii-La Mancha, o powierzchni 161,87 km². W 2011 roku gmina liczyła 1520 mieszkańców.